# Петър Ченгелов
Петър Костов Ченгелов е деец на Българската комунистическа партия, участник в комунистическото съпротивително движение по време на Втората световна война.

## Биография
Роден е през 1898 година в Пловдив, България. На 13 години става обущарски работник. Участва в Първата световна война и във войнишки бунт на фронта. Става член на Българската комунистическа партия в 1919 г. Участва в подготовката на Септемврийското въстание в Пловдивско в 1923 г., но в навечерието му е арестуван. В 1924 – 1925 година е член на Окръжния комитет на БКП в Пловдив. През 1925 година бяга в Гърция и е заточен на остров Сирос, оттам отива в СССР. Завършва Международната ленинска школа в Москва и е аспирант и преподавател в нея. В 1938 година се връща в България и е секретар на Окръжния комитет на БКП в Пловдив до 1942 година. В 1941 година става член на Централния комитет на БКП. Ченгелов е сред организаторите на Тютюноработническата стачка в 1940 година, както и на Соболевата акция в 1940 – 1941 година. Интерниран е в Разлог, но успява да избяга от лагера. На 27 април 1942 година е арестуван и след инквизиции е осъден на смърт и обесен.